# Ajía Triáda
Ajía Triáda (görög betűkkel: Αγία Τριάδα, „Szentháromság”) egy, a közelében fekvő templomról elnevezett rommező és régészeti lelőhely Kréta szigetén, Phaisztosztól 3 km-re északnyugatra. Antik nevét nem ismerjük.
A 20. század eleje óta folytatnak itt ásatásokat. Feltártak többek közt egy minószi palotát, települést és temetőt. A palota a Kr. e. 16. században épült, Kr. e. 1400 körül pusztult el. Helyiségeit freskók díszítették. A temető leletei közül kiemelkedik az úgynevezett Ajía Triáda-i szarkofág, zsírkőből készült domborműves agyagedények (úgynevezett „aratóvázák”), és egy tölcséres rhüton testedzésjelenetekkel.
Ajía Triáda közelében, egy templom alagsorából került elő a phaisztoszi korong, máig megfejtetlen felirattal.